# Ana Maria Marković
Ana Maria Marković (Split, Split-Dalmacia, Croacia; 9 de noviembre de 1999) es una futbolista croata que juega como delantera y su equipo actual es el Sporting Clube de Braga del Campeonato Nacional de Fútbol Femenino portugués. Es internacional con la selección de Croacia desde 2021.
Además del fútbol, Marković también se dedica al modelaje y a la mercadotecnia. En 2023, fecha de su lesión, cofundaría Reloadz, una marca de agua con proteínas de origen vegetal.

## Biografía
Ana Maria Marković nació y creció en Split, Croacia, hasta los doce años, cuando su familia se mudó a Zúrich, Suiza. Su madre, Marina Zimmermann, es originaria de Croacia, mientras que su padre es de Bosnia y Herzegovina. Ana Maria comenzó a explorar los deportes a una edad temprana; a los diez años practicaba gimnasia artística. Tres años más tarde, a los trece años, comenzó a practicar fútbol gracias a su hermana menor, Kristina Marković, que también es futbolista profesional.

## Trayectoria

### Inicio

#### Fussballclub Schlieren II
Marković debutó en el fútbol en el segundo equipo del Fussballclub Schlieren, en la Nationalliga B.

### Fussballclub Zürich

#### Fussballclub Zürich sub-21
De 2017 a 2019 Marković militó en el equipo sub-21 del Fussballclub Zürich de la Nationalliga B, la segunda división de Suiza. No tuvo ninguna aparición oficial con el primer equipo zuriqués, que jugaba en la primera división.

### Grasshopper-Club Zürich
En 2020 fichó por el rival de su anterior equipo, el Grasshopper-Club Zürich. Marković participó con las grasshoppers en la temporada 2021-22, en la final de la Copa de Suiza femenina, donde su equipo cayó 4 a 1 ante el Fussballclub Zürich.
El 4 de marzo de 2023, en un partido contra su antiguo equipo, el Fussballclub Zürich, Marković sufrió una rotura del ligamento cruzado anterior y del menisco.
Tras perderse un año para recuperarse de la lesión, Marković regresó a las canchas en marzo de 2024 durante un partido contra el Servette Football Club Chênois. Hasta el 26 de marzo, había sido convocada para cuatro partidos: Servette Football Club Chênois, Fussballclub St. Gallen 1879, Fussballclub Rapperswil-Jona y Berner Sport Club Young Boys.

### Sporting Clube de Braga
El 9 de agosto de 2024 Marković fue fichada por el Sporting Clube de Braga, del Campeonato Nacional de Fútbol Femenino portugués.

## Selección nacional
Marković llamó la atención de la Federación Croata de Fútbol mientras jugaba para el Grasshopper-Club Zürich. El 6 de noviembre de 2021 Marković hizo su debut como titular con la selección croata en un partido contra Lituania para la clasificación para la Copa Mundial Femenina de Fútbol de 2023.
El 30 de noviembre de 2021 marcó su primer gol internacional en el minuto 6 contra Moldavia en un partido clasificatorio para la Copa Mundial Femenina de Fútbol de 2023.
El 4 de junio de 2024 anotó su segundo gol internacional en el minuto 74 contra Kosovo en un partido clasificatorio de la Liga B para la Eurocopa femenina de 2025.
| N.º | Fecha                   | Lugar                                             | Rival    | Marcador | Resultado | Competencia                                         |
| --- | ----------------------- | ------------------------------------------------- | -------- | -------- | --------- | --------------------------------------------------- |
| 1   | 30 de noviembre de 2021 | Estadio Aldo Drosina, Pula, Croacia               | Moldavia | 1–0      | 4–0       | Clasificación para la Copa Mundial Femenina de 2023 |
| 2   | 4 de junio de 2024      | Estadio Branko Čavlović-Čavlek, Karlovac, Croacia | Kosovo   | 2–0      | 2–0       | Clasificación para la Eurocopa femenina de 2025     |

## Estadísticas
Las siguientes tablas reflejan datos hasta el 9 de agosto de 2024.

### Clubes
| Club                             | División           | Temporada        | Liga     | Liga     | Eliminatorias | Eliminatorias | Copa     | Copa     | Total    | Total    |
| Club                             | División           | Temporada        | Part.    | Goles    | Part.         | Goles         | Part.    | Goles    | Part.    | Goles    |
| -------------------------------- | ------------------ | ---------------- | -------- | -------- | ------------- | ------------- | -------- | -------- | -------- | -------- |
| Fussballclub Schlieren II Suiza  | Nationalliga B     | Sin info         | Sin info | Sin info | Sin info      | Sin info      | Sin info | Sin info | Sin info | Sin info |
| Fussballclub Schlieren II Suiza  | Nationalliga B     | Sin info         | Sin info | Sin info | Sin info      | Sin info      | Sin info | Sin info | Sin info | Sin info |
| Fussballclub Schlieren II Suiza  | Nationalliga B     | Sin info         | Sin info | Sin info | Sin info      | Sin info      | Sin info | Sin info | Sin info | Sin info |
| Fussballclub Schlieren II Suiza  | Nationalliga B     | Sin info         | Sin info | Sin info | Sin info      | Sin info      | Sin info | Sin info | Sin info | Sin info |
| Fussballclub Schlieren II Suiza  | Total de club      |                  |          |          |               |               |          |          |          |          |
| Fussballclub Zürich II Suiza     | Nationalliga B     | 2017–2018        | 4        | 3        | —             | —             | —        | —        | 4        | 3        |
| Fussballclub Zürich II Suiza     | Nationalliga B     | 2018–2019        | 12       | 2        | —             | —             | —        | —        | 12       | 2        |
| Fussballclub Zürich II Suiza     | Nationalliga B     | 2019–2020        | 11       | 2        | —             | —             | —        | —        | 11       | 2        |
| Fussballclub Zürich II Suiza     | Total de club      | Total de club    | 27       | 7        | 0             | 0             | 0        | 0        | 27       | 7        |
| Grasshopper-Club Zürich Suiza    | Superliga femenina | 2020–2021        | 25       | 2        | —             | —             | 5        | 6        | 30       | 8        |
| Grasshopper-Club Zürich Suiza    | Superliga femenina | 2021–2022        | 15       | 1        | 4             | 0             | 6        | 6        | 25       | 7        |
| Grasshopper-Club Zürich Suiza    | Superliga femenina | 2022–2023        | 12       | 1        | 0             | 0             | 4        | 1        | 16       | 2        |
| Grasshopper-Club Zürich Suiza    | Superliga femenina | 2023–2024        | 5        | 0        | 0             | 0             | 0        | 0        | 5        | 0        |
| Grasshopper-Club Zürich Suiza    | Total de club      | Total de club    | 57       | 4        | 4             | 0             | 15       | 13       | 76       | 17       |
| Sporting Clube de Braga Portugal | Liga BPI           | 2024–2025        | 0        | 0        | —             | —             | 0        | 0        | 0        | 0        |
| Total de carrera                 | Total de carrera   | Total de carrera | 84       | 11       | 4             | 0             | 15       | 13       | 103      | 24       |

## Vida personal
Ana Maria Marković tiene una hermana menor, Kristina «Kiki» Marković, quien juega en el Fussballclub Rapperswil-Jona, y que también es internacional con la selección croata. Según ha declarado Ana Maria, su hermana menor Kristina fue la inspiración para comenzar a jugar fútbol.